# Der Schäferssohn und die zauberische Königstochter
Der Schäferssohn und die zauberische Königstochter ist ein Märchen. Es steht in Johann Wilhelm Wolfs Deutsche Hausmärchen an Stelle 40.

## Inhalt
Ein Schäfer will am brennenden Wald seine Pfeife anzünden, da ruft ihn eine Schlange und führt ihn hinein. Dreimal soll er eine Haselgerte brechen, dann drei Schlosstore damit aufschlagen und sieben Jahre in einem Zimmer bleiben, benutztes Geschirr aus dem Fenster werfen, ohne je nachzusehen, was damit passiert. Nach drei Jahren schaut er doch, sieht seltsame Tiere alles wegtragen und muss noch sieben Jahre aushalten. Danach sind alle erlöst. Der König gibt ihm ein Zauberschwert und macht ihn zum General, der damit die Truppen des angreifenden Nachbarkönigs schlägt. Dessen Tochter lässt sich fangen und klaut das Schwert, der General wird zerstückelt. Zauberer setzen ihn wieder zusammen. Er kann sich auch verwandeln, wird ein Pferd, das der andere König kauft. Die Tochter lässt es schlachten, doch die Köchin begräbt drei Blutstropfen, daraus wird ein Weißkirschbaum, den lässt die Tochter umhauen, die Köchin wirft drei Späne in den Teich, daraus werden drei Enten, die Tochter schießt zwei und nimmt eine mit heim. Die wird wieder zum General. Er nimmt das Schwert, siegt und heiratet die Köchin.

## Herkunft
Der Titel Der Schäferssohn und die zauberische Königstochter ist bei Wolf nicht mit einem Sternchen (*) versehen, was laut seiner Vorrede anzeigt, dass er selbst den Text ausarbeitete. Anders als im Titel, spricht der Textanfang nur von einem Schäfer. Die Eingangsszene ähnelt etwas Wolfs Die Schlange im brennenden Wald. Hasel hat Zauberkraft, vgl. Grimms Die Haselrute. Der Text reiht verschiedene Märchentypen kurz aneinander. Schlosserlösungen gibt es bei Wolf oft, etwa Die dreizehn verwünschten Prinzessinnen, die Verwandlungen ähneln Märchen wie Grimms De Gaudeif un sien Meester, Jahns Wie aus einem Schweinehirten ein König ward.